# Вишковський Олексій Андрійович
Олексій Андрійович Вишковський (1974—2022) — солдат Збройних Сил України, учасник російсько-української війни, який загинув під час російського вторгнення в Україну.

## Життєпис
1974 року народження. Народився і жив у Черкасах.
У перші ж дні з початку повномасштабного вторгнення Росії в Україну у 2022 році пішов боронити нашу державу. Був водієм механізованого взводу. Загинув 22 червня 2022 року, виконуючи бойове завдання, загинув унаслідок артилерійського обстрілу в районі села Веселе Ясинуватського району Донецької області. Похований у Черкасах.

## Нагороди
- орден «За мужність» III ступеня (2022) (посмертно) — за особисту мужність і самовіддані дії, виявлені у захисті державного суверенітету та територіальної цілісності України, вірність військовій присязі.[3]